# Rathaus Coßmannsdorf

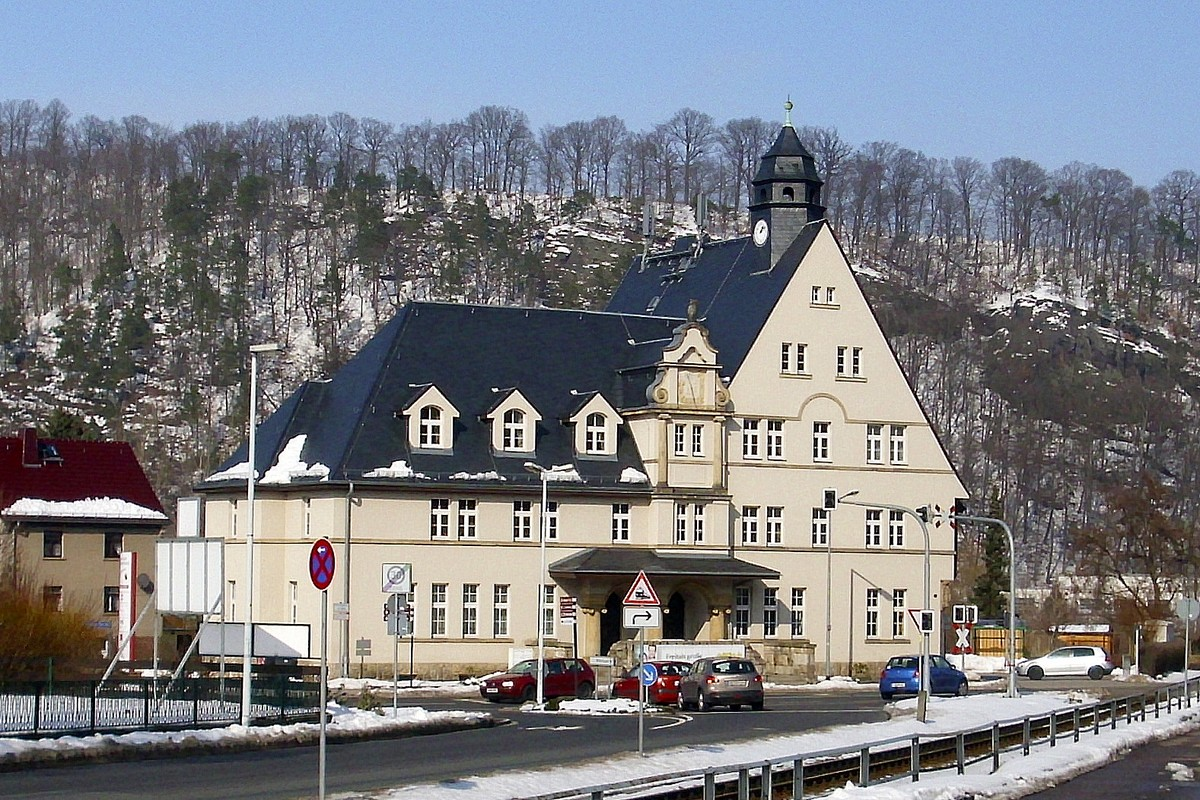
Frontansicht (2011)

Das ehemalige Rathaus Coßmannsdorf ist ein Verwaltungsgebäude der Großen Kreisstadt Freital im Stadtteil Hainsberg. Ursprünglich erbaut für die Gemeinde Coßmannsdorf, war es nach deren Eingemeindung bis 1964 Verwaltungssitz Hainsbergs und wird seitdem von der Stadt Freital genutzt.

## Lage und Baubeschreibung

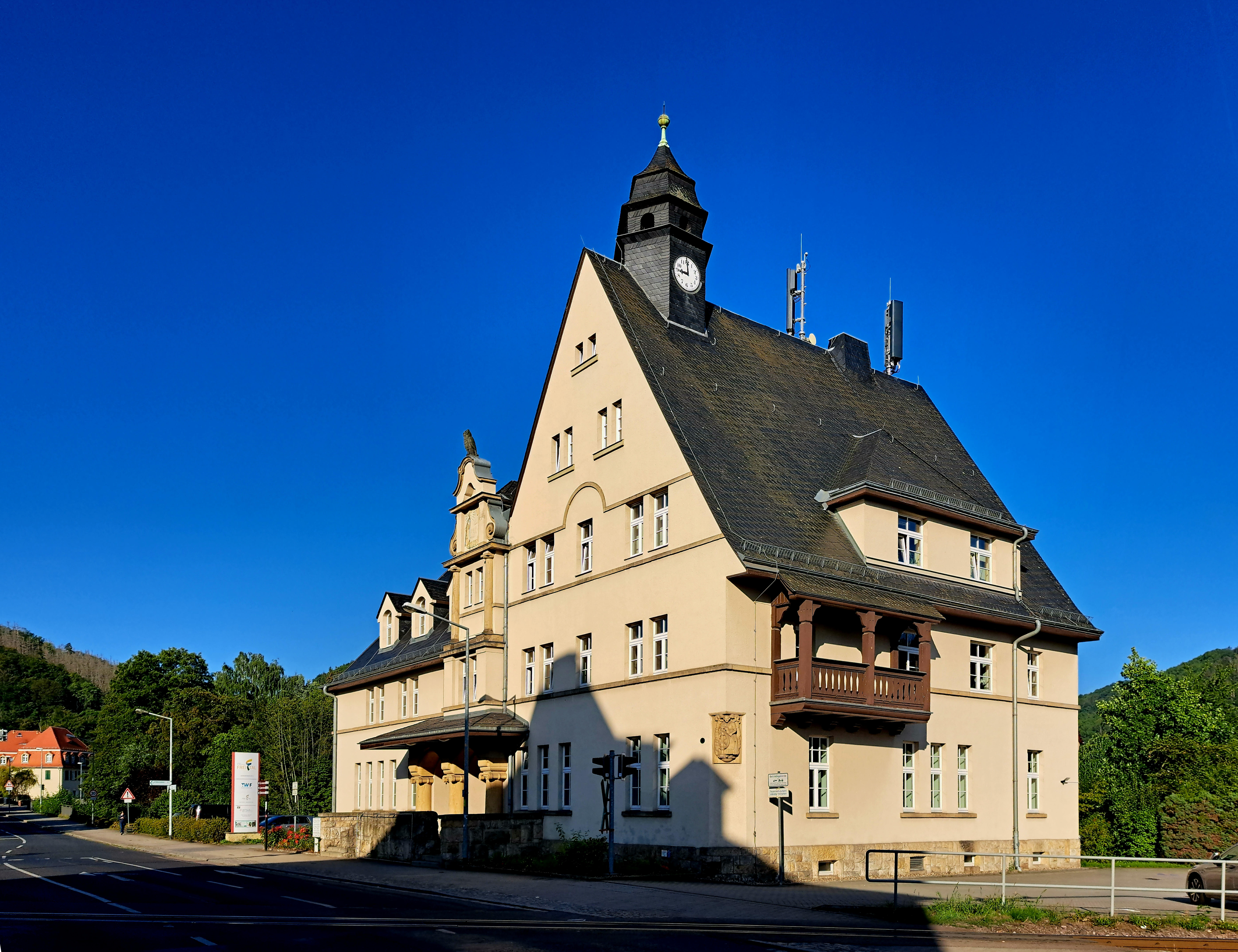
Ansicht von der Hainsberger Straße

Das Rathaus befindet sich an der Hainsberger Straße 1 in Coßmannsdorf auf einem Grundstück, das von der Hainsberger Straße (mit Einmündung An der Kleinbahn) im Süden, den Gleisanlagen der Weißeritztalbahn im Osten sowie der Roten Weißeritz im Nordwesten begrenzt wird. Unweit befindet sich der Hp. Coßmannsdorf der Weißeritztalbahn.
Das im Reformstil gestaltete Gebäude ist zwei- bis viergeschossig auf unregelmäßigem, maximal etwa 30 × 17 Meter großem Grundriss. Am östlichen, quer zur Straße ausgerichteten Gebäudeteil bildet ein Dachreiter mit Uhr den Abschluss des Satteldachs. An der Ostseite zur Bahnstrecke hin gibt es einen hölzernen Balkon. Gen Westen schließt sich rechtwinklig ein zweiter, flacherer Baukörper an. Dazwischen befindet sich ein dreigeschossiger Risalit mit dem Haupteingang. Dessen Giebel gestaltet eine Sonnenuhr und als Bekrönung die Sandsteinplastik einer Eule. Die Südostecke ist mit einem von Georg Türke geschaffenen Relief, das eine Spinnerin vor einem Eichenkranz zeigt, geschmückt.
Aufgrund der „ortsgeschichtlichen und besonderen baugeschichtlichen sowie künstlerischen Bedeutung“ ist das Rathaus als Kulturdenkmal unter Denkmalschutz gestellt worden.

## Geschichte
Coßmannsdorf erlangte zu Jahresbeginn 1907 Eigenständigkeit von Somsdorf und gemeindete 1913 Eckersdorf ein, sodass ein Rathausneubau für die etwa 2000 Einwohner umfassende Gemeinde nötig wurde. Noch im gleichen Jahr wurde mit dem Bau des Gebäudes nach Plänen des Dresdner Architekten J. Arthur Bohlig begonnen und dieser nach halbjähriger Bauzeit fertiggestellt. Neben der Gemeindeverwaltung waren auch eine Poststelle, ein Obdachlosenheim mit Arrestzelle sowie eine Freibank in dem Gebäude untergebracht.
Im Jahr 1933, 20 Jahre nach dem Neubau, wurde Coßmannsdorf nach Hainsberg eingemeindet und die Verwaltung der fusionierten Gemeinde zog in das Gebäude an der Hainsberger Straße, das fortan als Rathaus Hainsberg bezeichnet wurde. Die Gemeinde Hainsberg verfügte zuvor nicht über ein derartiges repräsentatives Verwaltungsgebäude. Als Hainsberger Rathaus wurde es weitere 30 Jahre genutzt, bevor mit der Eingemeindung Hainsbergs nach Freital im Jahr 1964 die Nutzung als Gemeindesitz beendet war. Das Gebäude verlieb aber in städtischer Nutzung und beherbergte das Stadtbauamt Freitals.
Ab Ende der 1990er Jahre fanden umfangreiche denkmalgerechte Sanierungsmaßnahmen und Umbauten am ehemaligen Rathaus mit einem Volumen 1,4 Millionen DM statt. Das Stadtbauamt war in das Rathaus Potschappel umgezogen, Coßmannsdorf wurde nach Wiedereröffnung des Gebäudes am 1. Juli 1999 nun Sitz diverser städtischer Gesellschaften, etwa der Technischen Werke oder der Wirtschaftsbetriebe Freital, sodass sich der Name „Haus der Stadtbetriebe“ etablierte.